# Hervormd Weeshuis Zwolle
Stichting Het Hervormd Weeshuis Zwolle is een particuliere organisatie die financiële ondersteuning biedt voor jongerenprojecten in de Nederlandse stad Zwolle. Deze is voortgekomen uit eeuwenlange kinderzorg door gemeentelijke en particuliere instellingen, in het bijzonder het Burgerweeshuis.
Fysieke weeshuizen behoren al tientallen jaren tot het verleden in Nederland. Tot 1953 had Zwolle er nog een dat onderdak bood aan ouderloze kinderen en kinderen uit gebroken gezinnen.

## Geschiedenis
In de 15e en 16e eeuw lag de levensverwachting veel lager. Lang niet altijd lukte het om weeskinderen onder te brengen bij familie, zeker niet wanneer de sociale omstandigheden slecht waren of bij politieke onrust of oorlogsdreiging. Stadsbesturen wilden niet dat wezen zouden gaan bedelen; dat zou de openbare orde en veiligheid bedreigen. Buiten eigen kring konden weeskinderen opgevangen worden door instellingen voor liefdadigheid: gasthuizen, kloosters, broederschappen die veelal een religieuze (dus in die tijd rooms-katholieke) achtergrond hadden.
Het Zwols stadsbestuur ging rond 1550 financieel toezicht houden op die instellingen. In diezelfde tijd namen Zwolse burgers het initiatief voor een weeshuis voor kinderen van ‘burgers’. Beide ontwikkelingen werden beïnvloed door ideeën van humanistische denkers. Die wilden dat stadsbesturen de (nogal ongeregelde) armenzorg zouden coördineren. Daarnaast was volgens hen armoede het best te bestrijden door een combinatie van onderwijs en werk. In het Burgerweeshuis werden de kinderen voorbereid op volwassen rollen: ze kregen onderwijs, en daarnaast gingen de jongens in de leer bij ambachtslui, terwijl de meisjes een huishoudelijke opleiding kregen in het huis zelf. Veel burgers bevoordeelden dit huis met legaten en andere giften.
Toen Zwolle tijdens de Tachtigjarige Oorlog in 1580 de kant van de Opstand koos, verloren alle rooms-katholieke instellingen hun bestaansrecht. Liefdadigheid (dus armenzorg) moest geheel anders worden georganiseerd. Het stadsbestuur en de gereformeerde diaconie speelden daarin een belangrijke rol en werkten veel samen. Het stadsbestuur benoemde voortaan ook de regenten van het Burgerweeshuis en controleerde jaarlijks de financiële huishouding.
Begin 17e eeuw was Zwolle welvarend en groeide het dankzij nieuwkomers vanuit het platteland. Zij waren niet het meest bemiddeld, zodat hun wezen afhankelijk werden van armenzorg. Mede daarom regelde het stadsbestuur rond 1650 dat zulke kinderen beter opgevangen werden in gezinnen. In 1670 kwam voor hen zelfs een nieuw weeshuis, het Holdehuis. Financieel werd dit in grote mate mogelijk dankzij geld uit de stadskas en dankzij veelvuldige stadscollectes.
In beide weeshuizen, het Burgerweeshuis en het Holdehuis, werden weeskinderen ongeacht het geloof van hun ouders gereformeerd (protestants) opgevoed. In 1795 werden alle wezen in één gebouw geplaatst, dat van het Holdehuis op de hoek van de Broerenstraat en de Bitterstraat. Het werd Huis der Weezen genoemd, en de regels van het Burgerweeshuis werden de standaard voor alle wezen. Vanaf waarschijnlijk 1812 werden alleen nog maar hervormde wezen toegelaten, zodat het in de volksmond Hervormd Weeshuis werd genoemd. Het gemeentebestuur bleef toezicht houden; het benoemde de regenten en controleerde de jaarrekeningen. In 1882 werd de school in het weeshuis gesloten en gingen de kinderen voortaan naar scholen in de stad. De hele organisatie veranderde nu: anders dan daarvoor kreeg een vrouw de leiding over het huis. Het pedagogische klimaat werd steeds meer kindgericht.
In de jaren dertig van de 20e eeuw werden ook kinderen uit gebroken gezinnen opgenomen. Na de Tweede Wereldoorlog nam de betekenis van sociale wetgeving toe en met de invoering van de Algemene bijstandswet in 1965 kwam er een einde aan de weeshuizen in Nederland. In 1953 verlieten de laatste kinderen het Hervormd Weeshuis en werden zij ondergebracht bij pleeggezinnen. Het gebouw aan de Broerenstraat verloor zijn functie. In 1960 werd het grotendeels verwoest door brand. Hiervan is alleen nog de zandstenen poort uit de 17e eeuw overgebleven. Deze is in 1991 geplaatst op de Emmanuelshuizen in de Praubstraat, zie foto. Boven de kroonlijst zijn een weesmeisje en weesjongen te zien als schildhouders voor het wapen van Zwolle.

## Stichting Het Hervormd Weeshuis Zwolle
De bezittingen van het weeshuis zijn overgegaan in Stichting Het Hervormd Weeshuis Zwolle. Het bestuur zet de jaarlijkse opbrengsten van deze bezittingen in om initiatieven in Zwols jeugd- en jongerenwerk een financieel steuntje in de rug te bieden. Elke stichting, vereniging of particulier kan (ongeacht geloofsovertuiging) een aanvraag indienen voor een op de Zwolse jeugd gericht project. 
Sinds 2000 opereert de stichting zelfstandig, bestuursleden worden niet langer benoemd en gecontroleerd door de gemeenteraad van Zwolle. Als vermogensfonds is het een algemeen nut beogende instelling (ANBI) en lid van FIN, de branchevereniging voor filantropie.